# Kaʿb ibn al-Aschraf
Abū Lailā Kaʿb ibn al-Aschraf (arabisch أبو ليلى كعب بن الاشرف, DMG Abū Lailā Kaʿb ibn al-Ašraf, gest. 624/625) war ein Dichter, Stammesoberhaupt (Saiyid), Reiter (Fāris) sowie ein Widersacher Mohammeds in Medina, der auf dessen Geheiß ermordet wurde.

## Leben
Über Kaʿbs Leben vor der Hidschra geht aus den vorliegenden Quellen wenig hervor. Sein Vater, dessen Name unterschiedlich mit Saʿd ibn Aswad bzw. Aswadān angegeben wird, soll einst nach Yathrib zur Begleichung einer Blutschuld gekommen sein, wo er Kaʿbs Mutter – ʿUqaila bint Abī l-Huqaiq – geheiratet haben soll.
Zwar war sein Vater ein Araber aus dem Stamm der Taiyi', doch galt Kaʿb wegen seiner jüdischen Mutter als ein Mitglied der Banū n-Nadīr. Nach dem frühen Tod seines Vaters erzog sie ihn als Jude und Mitglied ihres Stammes. Unter den Banū n-Nadīr genoss er hohes Ansehen und galt als einer ihrer Anführer.
Frants Buhl bezeichnet ihn als einen begeisterten Verfechter des Judentums und verweist dahingehend auf das Gedichts eines jüdischen Poeten namens Sammāk:

«قَتَلْتم سيّدَ الاحبار كعبًا»

„qataltum saiyida l-aḥbāri Kaʿban“

„Ihr habt Kaʿb, den Herren der Rabbiner, getötet …“

Zugleich gehen aus den Quellen keinerlei weiteren Hinweise auf eine rabbinische Tätigkeit Kaʿbs hervor, sodass hierbei von einer Fälschung bzw. Verwechslung – möglicherweise mit Kaʿb al-Ahbār – auszugehen ist.
Als Dichter wurde er geschätzt – so bezeichnet Abū l-Faradsch al-Isfahānī ihn als eine hervorragende und sprachbegabte Persönlichkeit (Faḥl faṣīḥ, wörtlich: „wortgewandter Hengst“). Gedichte Kaʿbs sind unter anderem bei al-Wāqidī, at-Tabarī und in der Prophetenbiographie Muhammad ibn Ishāqs in der Rezension ʿAbd al-Mālik ibn Hischāms überliefert.
Seine Festung, das Ḥiṣn Kaʿb ibn Ašraf, ist bis in unsere Zeit erhalten und stellt eine der beiden einzigen noch verbliebenen Festungen des antiken Yathrib dar.

## Konflikt mit Mohammed

### Kaʿbs Protest gegen Mohammeds neuen Markt

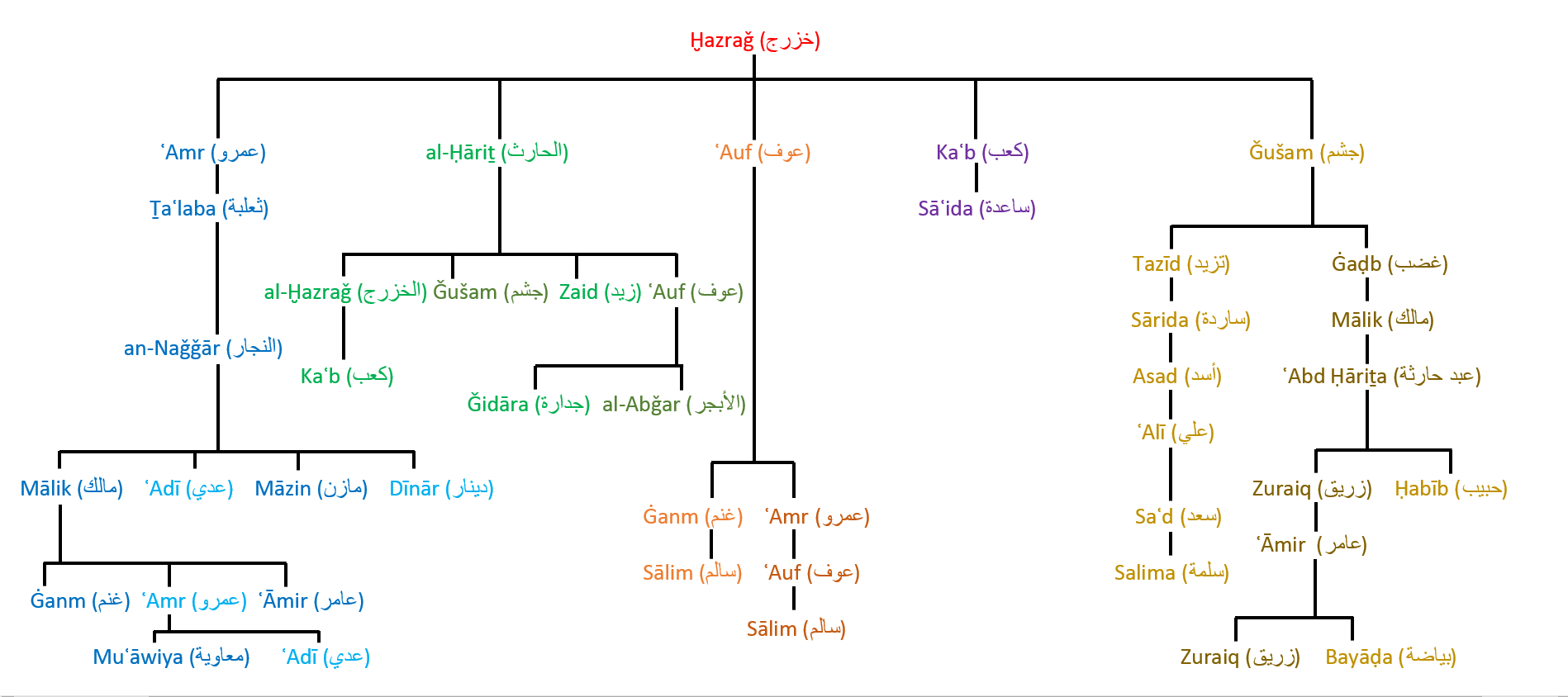
Übersicht aller Unterstämme der Ḫazraǧ

Die Auseinandersetzung zwischen Kaʿb und Mohammed geht auf dessen Versuch zurück, in Medina einen Markt einzurichten, der den schon vorhandenen Markt der Banū Qainuqāʿ ersetzen bzw. in Konkurrenz dazu stehen sollte. Nach einem Bericht im Geschichtswerk as-Samhūdīs (gest. 1506) hatte Mohammed auf einer freien und unbewohnten Fläche eines früheren Friedhofs auf dem Gebiet der Banū Sāʿida, eines Clans der Chazradsch, ein Zelt aufgeschlagen und dieses als künftigen Markt der Muslime designiert. Daraufhin sei Kaʿb in das Zelt eingetreten und hätte dessen Seile abgetrennt, so dass Mohammed den Markt an einer anderen Stelle errichtete.

### Poetischer Schlagabtausch

#### Kaʿbs Ermunterung der Quraisch zum Kampf nach der Schlacht von Badr

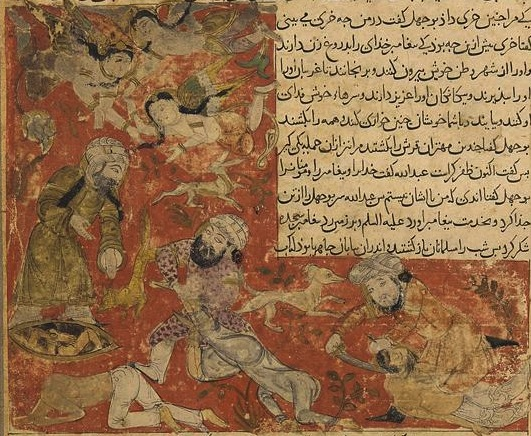
Der Tod Abū Ḥakīms (Abū Ǧahl) in der Schlacht von Badr 624

Auf die Nachricht vom Sieg der Muslime in der Schlacht von Badr zog Kaʿb sichtlich erschüttert nach Mekka, um dort die geschlagenen Quraisch in Form von Gedichten zum Kampf gegen Mohammed und seine Anhänger anzutreiben, so dass sie ihre Niederlage rächen würden. Eines der Gedichte, das er bei dieser Gelegenheit vorgetragen haben soll, lautet in der Version, die Al-Wāqidī überliefert hat, wie folgt:
Ṭaḥanat raḥā Badrin li-mahliki ahlihī

wa-li-miṯli Badrin tastahillu wa-tadmaʿu

qutilat sarātu n-nāsi ḥaula ḥiyāḍihī

lā tabʿadū inna l-mulūka tuṣarraʿu

wa-yaqūlu aqwāmun uḏallu bi-suḫṭihim

inna Bna l-Ašrafi ẓalla kaʿban yaǧzaʿu

ṣadaqū falaita l-arḍa sāʿata quttilū

ẓallat tasīḫu bi-ahlihā wa-tuṣaddiʿu

kam qad uṣība bi-hā min abyaḍa māǧidin

ḏī bahǧatin yaʾwī ilaihī ḍ-ḍuiyaʿu

ṭalqi l-yadaini iḏā l-kawākibu aḫlafat

ḥammāli aṯqālin yasūdu wa-yarbaʿu

nubbiʾtu anna Banī l-Muġīrati kullahum

ḫašaʿū li-qatli Abī l-Ḥakīm wa-ǧuddiʿū

wa-bnā Rabīʿata ʿindahu wa-Munabbihun

hal nāla miṯla l-muhlakīna t-Tubbaʿu
Die Mühle Badrs hat zum Verderben seines Volkes gemahlen

Wegen [Ereignissen] wie [das in] Badr hast du laut zu weinen

Die Besten aller Menschen sind um die Sammelbrunnen herum getötet worden

Haltet dies nicht für fernliegend! Es sind auch Könige niedergerungen worden.

Ein Volk, durch dessen Empörung ich gedemütigt werde, sagt,

Dass Ibn al-Aschraf eine Ferse (kaʿb) bleibt, die bekümmert ist.

Wie Recht sie haben: Wäre doch die Erde zur Stunde, als sie niedergemetzelt wurden,

mitsamt ihrem Volk versunken und zerbrochen!

Wie viele wurden getroffen von den aufrichtigen, erhabenen

Und schönen Männern, zu denen sich die Elenden flüchteten!

Freigebig, wenn die Sterne [ihr Versprechen, dass es regnen wird,] nicht einhalten,

Träger der Lasten, der herrscht und ein Viertel erhält.

Mir ist zu Ohren gekommen, dass die Banū Mughīra allesamt

Durch den Tod Abū Hakīms gedemütigt und verspottet wurden

Und mit ihm [getötet wurden] die beiden Söhne Rabīʿas und Munabbih

Hat Tubbaʿ [solch eine Lobpreisung] erhalten wie die [in Badr] getöteten?
Die von Ibn Hischām mit einer anderen Versreihenfolge und einzelnen Unterschieden überlieferte Version enthält zusätzlich folgende Zeilen:
Nubbiʾtu anna l-Ḥāriṯa bna Hišāmihim

fī n-nāsi yabnī ṣ-ṣāliḥāta wa-yaǧmaʿu

li-yazūra Yaṯriba bi-l-ǧumūʿi wa-innamā

yaḥmī ʿalā l-ḥasabi l-karīmu l-arwaʿu
Ich bin benachrichtigt worden, dass al-Hārith ibn Hischām

Den Menschen Wohltaten erweist und [Truppen] sammelt

Um Yathrib mit den Truppen einen Besuch zu erstatten; in Wahrheit

beschützt nur der Edle und Großartige die edle Abkunft.

#### Die Antwort des Hassān ibn Thābit
Die poetische Antwort des berühmten Dichters Hassān ibn Thābit (gest. ca. 659), der damals im Dienste Mohammeds stand, auf diese Worte wird in folgenden Versen überliefert:
Lā zāla Kaʿbun yastahillu dumūʿahū

li-l-hālikīna muǧaddaʿan lā yasmaʿu

falaqad rāʾitu bi-baṭni Badrin minhumu

qatlā tasiḥḥu lahā l-ʿuyūnu wa-tadmaʿu

fa-ibki faqad abkaita ʿabdan rāḍiʿan

šibha l-kulaibi ilā l-kulaibati yanziʿu

wa-laqad šafā r-Raḥmānu minnā saiyidan

wa-ahāna qauman qātalūhū wa-ṣurriʿū

wa-naǧā wa-aflata minhumu mutasarriʿan

fallun qalīlun hāribun yatamazzaʿu

wa-naǧā wa-aflata minhumu man qalbuhū

šaʿafun yaẓallu li-ḫaufihī yataṣaddaʿu
Noch immer vergießt Kaʿb seine Tränen

Über die verstümmelten Gefallenen und hört nicht.

Im Tale Badrs habe ich sie gesehen:

Die Niedergemetzelten, für die die Augen Tränen vergießen

Weine [ruhig]! Du hast einen mickrigen Sklaven zum Weinen gebracht,

Der einem Hündchen gleicht, das sich nach einer kleinen Hündin sehnt.

Der Erbarmer hat unserem Gebieter [d. h. Mohammed] Erleichterung erbracht

Und das Volk, das ihn bekämpfte, gedemütigt und niedergestreckt.

Und es entkam von ihnen in aller Eile

Ein kleiner Rest, der auf der Flucht aufgerieben wurde.

Es entkamen von ihnen diejenigen, deren Herz

berückt ist und vor Furcht berstet.
Ibn Ishāqs Darstellung des Gedichts entbehrt des vorletzten Verses. Sowohl Ibn Ishāq als auch al-Wāqidī überliefern Ibn Thābits Verse in leichter Variation und weisen einen anderen ersten Vers auf:
Abkā li-Kaʿbin ṯumma ʿulla bi-ʿabratin

minhu wa-ʿāša muǧaddaʿan lā yasmaʿu
Kaʿb wurde zum Weinen gebracht. Dann wurde er krank durch den Schmerz

darüber und lebte gedemütigt, ohne zu begreifen.
Der Prophet beauftragte Ibn Thābit damit, auch Kaʿbs mekkanische Gastgeber zu verspotten, auf dass diese sich gezwungen sähen, ihm die Gastfreundschaft künftig zu verwehren – Watt zufolge ein Indiz für den großen Einfluss der Poesie zu Zeiten Mohammeds:
A-lā abliġū ʿannī Asīdan risālatan

faḫāluka ʿabdun bi-s-sarābi muǧarrabu

li-ʿumrika mā aufā Asīdun bi-ǧārihī

wa-lā Ḫālidun wa-lā l-mufāḍatu Zainabu

wa-ʿAttābu ʿabdun ġairi mūfin bi-ḏimmati

kaḏūbu šuʾūni r-raʾsi qirdun mudarrabu
Richtet Usaid von mir aus:

Dein Onkel ist ein Sklave, der durch die Illusion versucht ist.

Bei deinem Leben! Weder Usaid soll sein Versprechen gegenüber seinem Schützling erfüllen,

Noch Chālid, noch die dicke Zainab. 

Und ʿAttāb ist ein Knecht, der seinem Wort nicht treu ist

Ein Lügner in Angelegenheiten des Kopfes, ein dressierter Affe.

#### Rückkehr Kaʿbs nach Medina und Verschärfung des Konflikts
Auch nach seiner anschließenden Rückkehr nach Medina setzte Kaʿb seine Stimmungsmache gegen die Muslime fort. In einem weiteren Gedicht soll er unter anderem die Bewohner der Oase aufgefordert haben, Mohammed zu vertreiben und dabei geäußert haben, dass den Murīd (Muraid) die Nasen abzuhacken seien, nachdem eine Poetin des Stammes Kaʿb für seine Verse nach der Schlacht von Badr sowie die in der Schlacht gefallenen Mekkaner verhöhnt hatte.
Kaʿbs Beleidigung verheirateter muslimischer Frauen in Form von an sie gerichteter Liebesgedichte verschärfte seinen Konflikt mit dem Propheten. Eines dieser Gedichte galt Lubāba bint al-Hārith, einer frühen Anhängerin Mohammeds und Schwester seiner Ehefrau Zainab bint Chuzaima sowie Mutter seines Cousins ʿAbdallāh ibn ʿAbbās. Kaʿb nennt sie bei ihrer Kunya Umm al-Fadl und spricht von der Bewegung dessen, was sich „zwischen ihrem Fußknöchel und Ellenbogen“ (baina kaʿbihā wa-marfiqihā) befindet, d. h. des Gesäßes:
A-rāḥilun anta lam taḥlul bi-manqabatin

wa-tārikun anta Umma l-Faḍli bi-l-Ḥarami

ṣafrāʾu rādiʿatun lau tuʿṣaru nʿaṣarat

min ḏī l-qawārīri wa-l-ḥinnāʾi wa-l-katami

yartaǧǧu mā baina kaʿbihā wa-marfiqihā

iḏā taʾattat qiyāman ṯumma lam taqumi

ašbāhu Ummi Ḥakīmin iḏ tuwāṣilunā

wa-l-ḥablu minhā matīnun ġairu munǧaḏimi

iḥdā Banī ʿĀmirin ǧunna l-fuʾādu bi-hā

wa-lau tašāʾu šafat Kaʿban mina s-saqami

farʿu n-nisāʾi wa-farʿu l-qaumi wāliduhā

ahlu l-maḥallati wa-l-īfāʾi bi-ḏ-ḏimami

lam ara šamsan bi-lailin qablahā ṭalaʿat

ḥattā taǧallat lanā fī lailati ẓ-ẓulami
Gehst du fort, ohne an einem Bergpass Halt zu machen,

Und lässt [dabei] Umm al-Fadl im Haram zurück?

Blass, abweisend, wenn man sie auspressen würde, kämen

[Parfüm-]Fläschchen, Henna und Katam aus ihr heraus.

Das, was sich zwischen ihrem Fußknöchel und Ellenbogen befindet, bebt,

Wenn sie aufzustehen beginnt und es dann [doch] nicht tut.

Ahnlich der Umm Hakīm, wenn sie mit uns verkehrt,

Das Band zu ihr ist fest und unzertrennlich.

Eine von den Banū ʿĀmir, die das Herz betört,

Und wenn sie [es] will, kann sie Kaʿb von der Krankheit heilen,

Die Spitze der Frauen und ihr Vater die Spitze des Volkes

Ein pflichtbewusstes Volk, das zu seinem Wort steht

Ich habe nie nachts eine Sonne vor ihrem Aufgang erblickt,

bevor sie sich Uns im Dunkel der Nacht enthüllte.
Um welche Umm Hakīm es sich handelt, geht aus at-Tabarīs Überlieferung des Gedichts nicht hervor. Umm Hakīm bint ʿAbd al-Muttalib, die Tante Mohammeds väterlicherseits, verstarb noch vor Aufkommen des Islam. Sowohl Umm Hakīm bint al-Hārith als auch Umm Hakīm bint Tāriq hatten zu diesem Zeitpunkt den Islam noch nicht angenommen, während Umm Hakīm bint Qāriz in Ibn Saʿds Kitāb aṭ-Ṭabaqāt al-kabīr unter den Frauen aufgeführt wird, die den Propheten nicht mehr erlebt haben. Weder die auch als Umm Hakīm bekannte Umm al-Hakam bint ʿAbd ar-Rahmān noch Umm Hakīm bint Widāʿ gehörte einem (Unter-)Stamm namens Banū ʿĀmir an. Möglicherweise handelt es sich um Umm Hakīm bint an-Nadr von den ʿAdī ibn ʿAmr der Chazradsch, die sich wie die ʿĀmir ibn Mālik auf Mālik ibn an-Naddschār zurückführen.
Alternativ könnte mit den Banū ʿĀmir der Stamm Umm al-Fadls – nämlich die Banū ʿĀmir ibn Saʿsaʿa – gemeint sein.

## Ermordung

### Tathergang
Schließlich fasste Mohammed den Beschluss, Kaʿb töten zu lassen. Die älteste Prophetenbiographie von Ibn Ishāq und die Traditionssammlungen Buchārīs und Muslims berichten übereinstimmend darüber:

«قال رسول الله [...] ‹من لكعب بن الأشرف؟ فإنه قد آذى الله ورسوله›، فقام محمد بن مسلمة فقال: يا رسول الله أتحب أن أقتله؟ قال:‹نعم›، قال: فأذن لي أن أقول شيئا، قال: <قل.>»

„Qāla rasūlu Llāhi […]: ‹Man li-Kaʿbi ibni l-Ašraf? Fa-innahū qad āḏā Llāha wa-rasūlah›, fa-qāma Muḥammadu ibnu Maslamata fa-qāla: Yā rasūla Llāhi, a-tuḥibbu an aqtulah? Qāla: ‹Naʿam›, qāla: Fa-ʾḏan lī an aqūla šaiʾan, qāla: ‹Qul›.“

„Der Gesandte Gottes […] sagte: ‚Wer ist gewillt, Kaʿb ibn al-Aschraf zu töten? Denn er hat Gott und seinen Propheten verletzt.‘ Daraufhin erhob sich Muhammad ibn Maslama und sprach: ‚O Gesandter Gottes! Möchtest du, dass ich ihn töte?‘ Da sagte [der Prophet]: ‚Ja.‘ Er [d. h. Muhammad ibn Maslama] sagte: ‚Dann erlaube mir, etwas zu sagen.‘ Daraufhin sagte [der Prophet]: ‚Sprich.‘“

Unter dem Vorwand, ihn um eine Leihgabe zu bitten, suchten die Verschwörer Kaʿb auf und errangen sein Vertrauen, indem sie sich bei ihm über die durch die Ankunft Mohammeds in Medina entstandene Verfeindung mit anderen arabischen Stämmen, die entsprechende Einschränkung ihrer Reisemöglichkeiten, die Zahlung der Zakāt-Steuern und die daraus resultierende wirtschaftliche Not, in der sie sich befanden, beschwerten. Bei ihrer ersten Begegnung fragte Kaʿb, ob sie als Pfand für die Leihgabe bereit seien, ihm ihre Frauen als Geiseln zu überlassen. Das lehnten die Verschwörer ab. Auch die Söhne wollten sie nicht als Unterpfand hergeben, sie boten Kaʿb aber ihre Waffen an. Kaʿb stimmte zu.

In der Mordnacht begleitete der Prophet die Mörder ein Stück des Weges, verabschiedete sich dann mit Segenswünschen für ein gutes Gelingen von ihnen. Die Frau, mit der Kaʿb in jener Nacht sein Bett teilte, warnte ihn in der Mordnacht: „Ich höre ein Geräusch, als ob Blut von ihm heruntertropfe.“ Kaʿb erklärte ihr, es handle sich nur um Muhammad ibn Maslama und Kaʿbs Milchbruder Abū Nā'ila. Ein großzügiger Mann dürfe eine nächtliche Einladung nicht ausschlagen, auch wenn diese seinem Tod gelte. Zwei weitere Männer begleiteten die Verschwörer: Abū ʿAbs ibn Dschābir al-Hārith ibn ʿAus und ʿAbbād ibn Bischr. Abū Nā'ila fuhr Kaʿb mit der Hand durch das Haar, vorgeblich um sein Parfüm zu bewundern. Dies wiederholte er, um das Misstrauen Kaʿbs zu zerstreuen. Beim dritten Mal rief er: „Tötet den Feind Gottes!“ und die Verschwörer fielen über Kaʿb her. Zunächst ohne Erfolg, denn Kaʿb war ein guter Kämpfer und verletzte al-Hārith schwer. Schließlich griff Ibn Maslama zu seinem Dolch und stach Kaʿb so heftig in den Unterleib, dass die Waffe am After wieder austrat. Nach der Tat suchten die Mörder Mohammed auf, um ihm Bericht zu erstatten. Mohammed rief nach diesem Erfolg einen Takbīr aus.
Ibn Ishāq beschließt die Darstellung mit den Worten: „Die Juden fürchteten sich aufgrund unseres Gefechts mit dem Feind Gottes und es gab keinen Juden, der nicht um sich selbst Angst hatte.“ Dementsprechend auch der Wortlaut bei al-Wāqidī:

«ففزعت اليهود ومن معها من المشركين، فجاءوا إِلى النبيّ حين أَصبحوا فقالوا: قد طُرق صاحبنا الليلة وهو سيد من ساداتنا قُتل غِيلةً بلا جُرم ولا حَدَث علمناه. فقال رسول الله [...]: إِنَّه لو قر كما قر غير ممن هو على مثل رأيه ما اغْتِيل؛ ولكنه نال منا الأَذى وهجانا بالشعر، ولم يفعل هذا أَحدٌ منكم إِلَّا كان له السيف.»

„Fa-faziʿat al-yahūd wa-man maʿahā mini l-mušrikīna, fa-ǧāʾau ilā n-nabī ḥīna aṣbaḥū fa-qālū: Qad ṭuriqa ṣāḥibunā l-lailata wa-huwa saiyidun min sādātinā qutila ġīlatan bi-lā ǧurm wa-lā ḥadaṯ ʿalamnāhu. Fa-qāla rasūlu Llāhi […]: Innahū lau qarra kamā qarra ġairu mimman huwa ʿalā maṯali rāʾī ma uġtīlu; wa-lākinnahu nāla minnā l-aḏā wa-haǧānā bi-š-šiʿr, wa-lam yafʿal hāḏā aḥadun minkum illā kāna lahū s-saif.“

„Da bekamen es die Juden und die Heiden, die es mit ihnen hielten, mit der Angst zu tun. Sie kamen am nächsten Morgen zum Propheten und sagten: ›Bei unserem Gefährten, einem unserer Herren, ist man heute Nacht (in seine Wohnung) eingedrungen. Und man hat ihn heimtückisch umgebracht, ohne daß wir von einer Sünde oder einer Untat wüßten (die er sich hätte zu Schulden kommen lassen).‹

Da sagte der Gesandte Gottes: ›Wenn er sich ruhig verhalten hätte (qarra) wie andere, die die gleiche Einstellung haben wie er, wäre er nicht gemeuchelt worden […]. Aber er hat schlecht von uns gesprochen […] und uns mit Liedern geschmäht. Jeder von euch, der das tut, verfällt dem Schwert.‹“

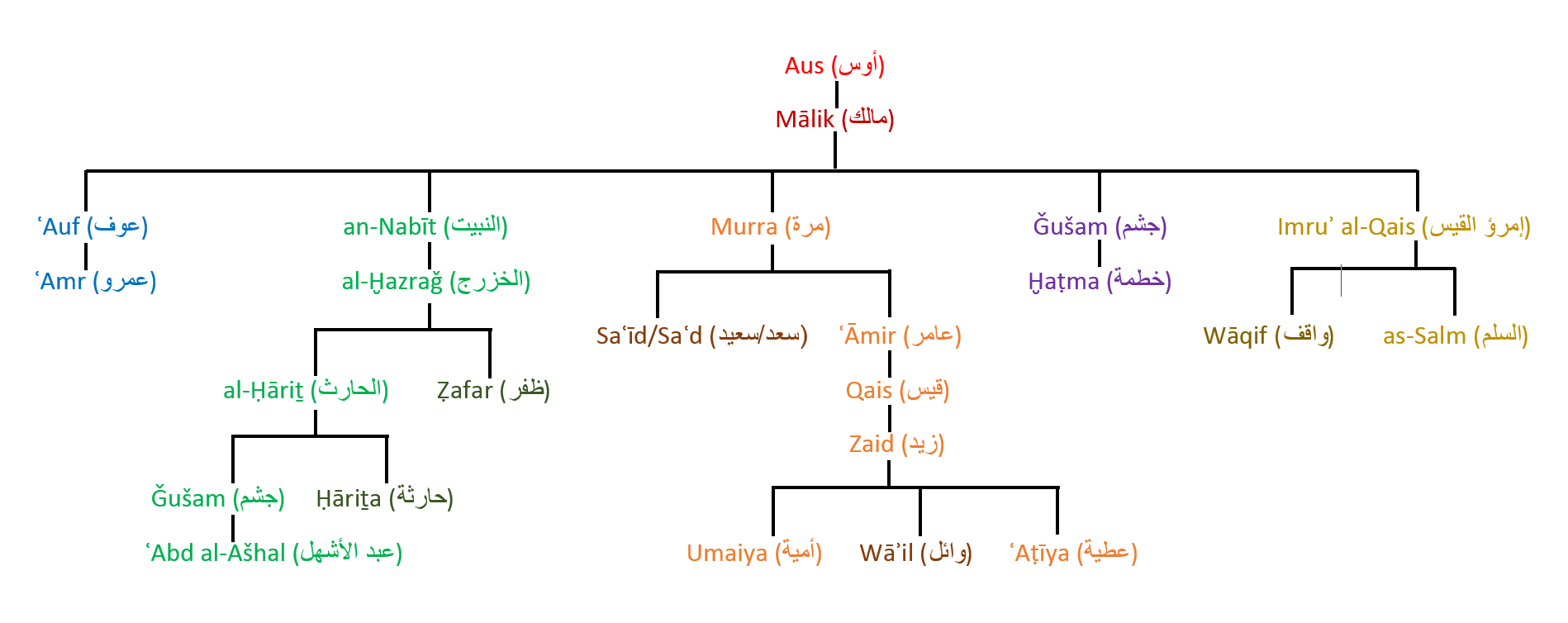
Übersicht aller Unterstämme der Aus

Da die Mörder als Mitglieder der ʿAbd al-Aschhal, eines Unterstamms der Aus, mit den Banū n-Nadīr in einem in die vorislamische Zeit zurückreichenden Stammesbündis standen, war Blutrache für diese Tat nicht zu erwarten. Bereits vor diesem Vorfall ereigneten sich die Morde an der Jüdin ʿAsmā' bint Marwān und an dem jüdischen Proselyten Abū ʿĀfak.

### Datierung

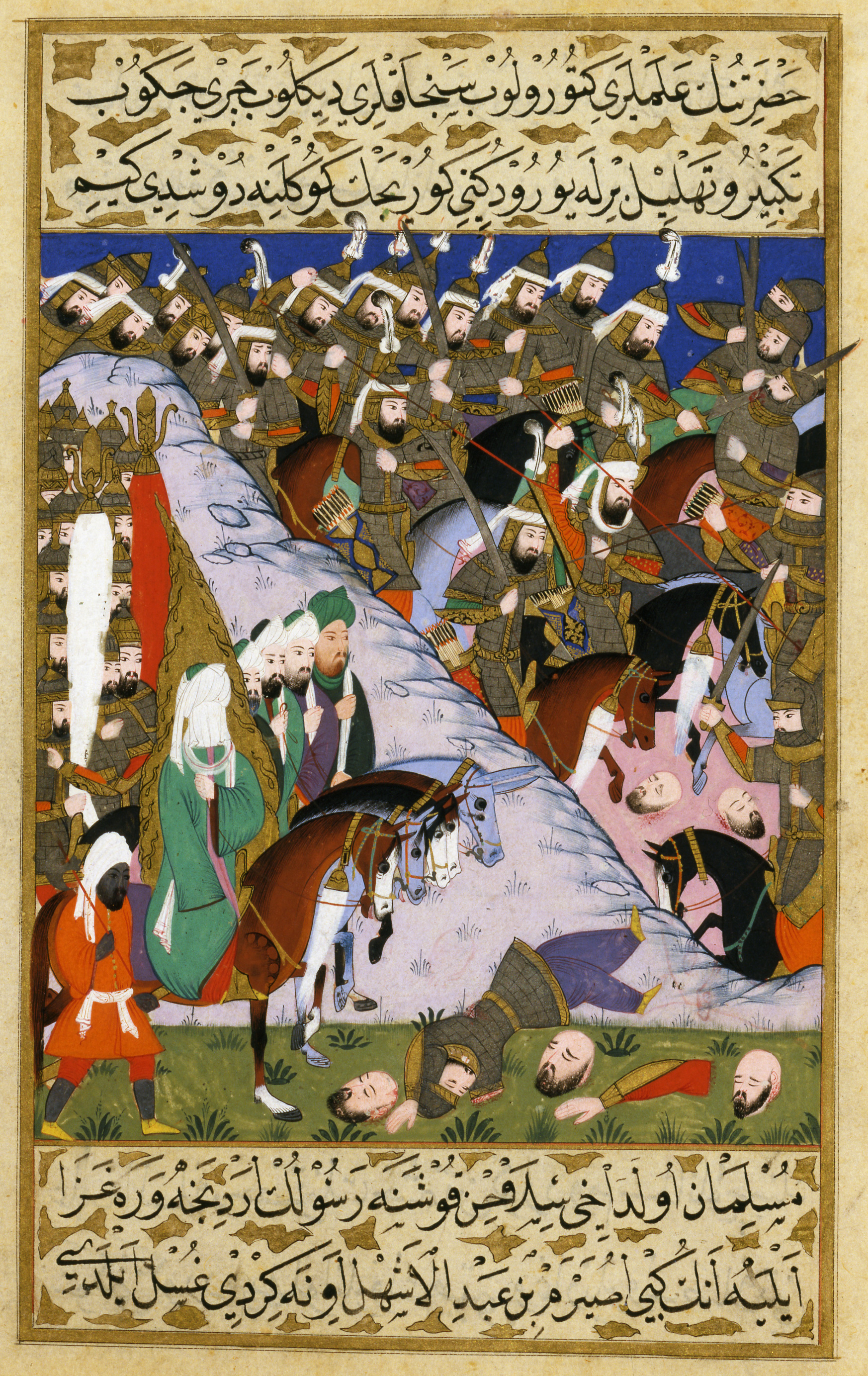
Illustration der Schlacht von Uhud aus dem Siyer-i Nebi (1559)

Unter den uns vorliegenden Quellen stellen al-Wāqidīs Kitāb al-Maġāzī und das Kitāb aṭ-Ṭabaqāt al-kabīr seines Schülers Ibn Saʿd die einzigen dar, die den Tod Kaʿb ibn al-Aschrafs genau zu datieren versuchen. Hierbei geben sie den 14. Rabīʿ al-Awwal des dritten Jahres islamischer Zeitrechnung (4. September 624) an.
Einen Widerspruch dazu bildet al-Wāqidīs Angabe, der zufolge sich der Prophet am zwölften Rabīʿ al-Awwal, also am 2. September 624, auf eine Expedition gegen die Ghatafān begeben hat und im Zuge dessen für elf Tage von Medina abwesend war. Al-Balādhurī verzeichnet dasselbe Jahr und denselben Monat als Datum des Attentats auf Kaʿb ibn al-Aschraf, wobei kein genaueres Datum angegeben wird. At-Tabarī erwähnt den Tod Kaʿb ibn al-Aschrafs unter den im frühen dritten Jahr islamischer Zeitrechnung stattgefundenen Ereignissen und verweist zugleich auf die eingangs genannte Datierung al-Wāqidīs.
Zwar nennt die Sīra Ibn Ishāqs kein konkretes Todesdatum, ordnet das Ereignis allerdings chronologisch nach einem etwa einmonatigen Aufenthalt Mohammeds in Medina im Rabīʿ al-Awwal des dritten Jahres islamischer Zeitrechnung (= 22. August bis 20. September 624) sowie seiner anschließenden Expedition nach Bahrān, die die beiden Monate Rabīʿ ath-thānī und Dschumādā l-ūlā (= ca. 21. September bis 18. November 624.) einnahm, und vor der Schlacht von Uhud 625 ein. Gemäß Ibn Ishāqs Darstellung war der Prophet auch in Medina, als sich der Mord ereignete. Nach dieser Chronologie hat die Ermordung zwischen Dschumādā ath-Thāniya und Schauwāl des dritten Jahres islamischer Zeitrechnung, d. h. zwischen dem 19. November 624 und dem 14. April 625, stattgefunden.

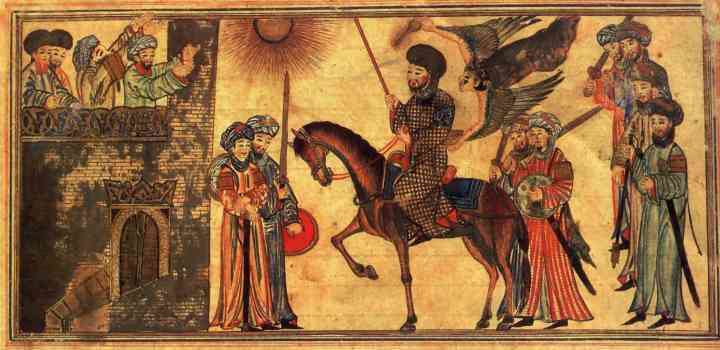
Unterwerfung der Banū n-Nadīr durch Mohammed. Aus dem Dschami' at-tawarich, 14. Jh.

Nach einem anderen Bericht, der im Korankommentar al-Baghawīs (gest. 1117) am Anfang von Sure 59 zitiert wird, fand der Mord an Kaʿb erst nach der Schlacht von Uhud statt. Als ausschlaggebender Grund für den Mord wird in diesem Bericht, der auch in mehreren späteren Korankommentaren wiedergegeben wird, der Bruch eines zwischen Mohammed und den Banū n-Nadīr geschlossenen Vertrags von Seiten Kaʿbs genannt. Demnach sei Kaʿb in Begleitung von 40 weiteren Juden nach der Schlacht von Uhud nach Mekka gegangen, um dort mit Abū Sufyān ibn Harb ein Bündnis zu schließen. Infolgedessen habe der Prophet den Beschluss gefasst, Kaʿb töten zu lassen. Die Vertreibung der Banū n-Nadīr sei am darauf folgenden Tag erfolgt. In weiteren Korankommentaren werden Berichte zitiert, denen zufolge kein Vertragsbruch, sondern eine Beteiligung Kaʿbs an einem Mordkomplott der Banū n-Nadīr an Mohammed nach der Schlacht von Uhud der Grund für den Entschluss des Propheten, ihn töten zu lassen war.
Al-Buchārī nennt in seinem al-Ǧāmiʿ aṣ-Ṣaḥīḥ kein Todesdatum, platziert den Mord aber ebenfalls nach der Vertreibung der Banū n-Nadīr im Jahre 625, was Jones zufolge angesichts der Zugehörigkeit Kaʿb ibn al-Aschrafs zu den Banū n-Nadīr fragwürdig erscheint.

### Bewertung

#### In der zeitgenössischen Poesie
Seinen Ausschlag fand diese Tat auch in der Dichtung der Gefolgschaft Mohammeds, die die Täter und ihre Tat verherrlicht und die dadurch entstandene Demütigung der Widersacher Mohammeds hervorhebt. Ibn Ishāq zitiert dahingehend Kaʿb ibn Mālik (gest. 670 oder 673):
Fa-ġūdira minhumu Kaʿbu ṣarīʿan

fa-ḏallat baʿda maṣraʿihī n-Naḍīru

ʿalā l-kaffaini ṯamma wa-qad ʿalathū

bi-aidīnā mušahharatu ḏukūru

bi-amri Muḥammadin iḏ dussa lailan

ilā Kaʿbi aḫī Kaʿbi yasīru

fa-mākarahu fa-anzalahu bi-makrin

wa-Maḥmūdun aḫū ṯiqatin ǧasūru
Von ihnen wurde Kaʿb niedergestreckt liegen gelassen

und nach seinem Tod wurden die [Banū] n-Nadīr verächtlich.

[Da lag er] Dort, auf zwei Händen, nachdem

Männer, durch uns berühmt gemacht, ihn überwältigten,

Auf Befehl Muhammads, als er nachts

heimlich Kaʿbs Bruder zu Kaʿb entsandte.

Er täuschte ihn und brachte ihn durch eine List herunter.

Lobenswert ist der Zuverlässige und mutig.
Eine erweiterte Version dieses Gedichts überliefert Ibn Ishāq im Kontext der Vertreibung der Banū n-Nadīr mitsamt anderer Gedichte, in denen auch Kaʿbs Tötung jeweils gepriesen bzw. der Anhängerschaft Mohammeds zum Vorwurf gemacht wird.
Zum Mord an Kaʿb sowie an Abū Rāfiʿ dichtete Hassān ibn Thābit folgende Verse:
Li-Llāhi darru ʿiṣābatin lāqaitahum

yā Bna l-Ḥuqaiqi wa-anta yā Bna l-Ašrafi

yasrūna bi-l-bīḍi l-ḫifāfi ilaikumu

baṭaran ka-usdin fī ʿarīnin muġrifi

ḥattā ataukum fī maḥalli bilādikum

fasaqaukum ḥatfan bi-bīḍin qarqafi

mustabṣirīna bi-naṣri dīni nabīyihim

mustaṣġirīna li-kulli amrin muǧḥifi
Wie vorzüglich der Trupp, der euch begegnet ist

Oh Ibn al-Huqaiq und du, oh Ibn al-Aschraf

Nachts brachen sie mit leichten Schwertern zu euch auf

Stolz [oder: flink] wie Löwen in ihrem dicht bewachsenen Revier

Bis sie zu euch an den Ort eurer Heimat kamen

Und euch den Tod durch ein unbändiges Schwert haben schmecken lassen

Mit der Gewissheit, [dadurch] der Religion ihres Propheten zum Sieg zu verhelfen,

und Geringschätzung aller [für sie] schlimmen Folgen [dieser Tat].

#### In der islamischen Historiographie und Koranexegese
Die Islamische Historiographie verzeichnet als die ausschlaggebenden Gründe für den Mord an Kaʿb seine Versuche, die Mekkaner zum Kampf gegen die Muslime aufzustacheln, die Beleidigung muslimischer Frauen in Form von Liebesgedichten und einen Komplott, Mohammed zu ermorden.
Al-Wāqidī überliefert in seinem Kitāb al-Maġāzī einen Bericht, in dem der Mord als Schandtat angesehen wird. Marwān I. soll zu Zeiten seiner Statthalterschaft in Medina sich über den Ablauf des Mordes erkundigt haben. Auf die Antwort Yāmīn ibn ʿUmairs, eines der beiden Stammesgenossen Kaʿbs, die im Zuge der Belagerung und Vertreibung ihres Stammes zum Islam konvertiert sind, dass es sich um Verrat (ġadr) gehandelt habe, entgegnete ihm Muhammad ibn Maslama:

«.[…] يا مروان، أَيغدر رسول الله عندك؟ واللهِ، ما قتلناه إِلَّا بأَمر رسول الله»

„Yā Marwān, a-yaġdiru rasūlu Llāhi ʿindak? Wa-Llāhi, mā qatalnāhū illā bi-amri rasūli Llāh […].“

„Oh Marwān, ist der Gesandte Gottes in deinen Augen [etwa] verräterisch? Bei Gott, wir haben ihn [d. h. Kaʿb ibn al-Aschraf] nur auf Anweisung des Gesandten Gottes […] getötet.“

Kaʿb ibn al-Aschraf wird in einigen Kommentaren der islamischen Koranexegese – darunter bei Ibn Kathīr – auch mit dem dritten Vers der Sure 108 in Verbindung gebracht:

„(Ja) dein Hasser ist es, der gestutzt (oder: schwanzlos, d. h. ohne Anhang (?) oder ohne Nachkommen?) ist. (Oder (als Verwünschung): Wer dich haßt, soll gestutzt bzw. schwanzlos sein!)“

Der zentrale Begriff in diesem Vers ist al-abtar, das von Paret mit "gestutzt" bzw. "schwanzlos" übersetzt wurde. Damit ist wahrscheinlich eine Person gemeint, die keine Söhne hatte oder deren männliche Nachkommen verstorben waren und deren Ruf somit in Vergessenheit zu geraten drohte. Der Ausdruck soll an dieser Koranstelle, deren Deutung schwierig ist, wahrscheinlich eine Verwünschung ausdrücken, die gemäß der Tafsīr-Literatur gegen mehrere Gegner des Propheten gerichtet worden sein soll. Die Koranexegeten beziehen den Begriff im neutralen Sinne von „kinderlos“ auch auf Mohammed, dessen Söhne Ibrāhīm und al-Qāsim früh gestorben sind.

#### In der modernen westlichen Forschung
Der Mord an Kaʿb ibn al-Aschraf und anderen ihm feindlich gesinnten Poeten, zum Beispiel an-Nadr ibn al-Hārith, fungierte als einer der wesentlichen moralischen Kritikpunkte am Propheten in der Leben-Mohammed-Forschung. Hubert Grimme (1892) spricht von einer „schändlichen That“, während Frants Buhl (1930) das Ereignis auf eine judenfeindliche Einstellung Mohammeds zurückführt und das Vorgehen anderweitig als „widerwärtige Intrige“ bezeichnet.

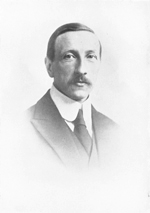
Arent Jan Wensinck

“Het is merkwaardig, dat Mohammed's wreedste daden door de traditie aan een hemelsch bevel worden toegeschreven: de belegering der Qainōqa', de moord op Ka'b en de aanval op de Qoraiza. Daardoor wordt aan alle afkeuring het zwijgen opgelegd. Allah's geweten schijnt ruimer te zijn dan dat zijner schepselen.”

„Es ist bemerkenswert, dass die Überlieferung die grausamsten Taten Mohammeds einer himmlischen Anordnung zuschreibt: Die Belagerung der Qainuqāʿ, der Mord an Kaʿb und der Angriff auf die Quraiza. Dadurch ist jeder Tadel zum Schweigen gebracht worden. Allahs Gewissen scheint nachgiebiger zu sein als das seiner Geschöpfe.“

Im argumentativen Gegensatz hierzu hat sich die Tendenz gebildet, die Tat auch am historischen Kontext zu messen und dahingehende Erklärungs- bis Rechtfertigungsversuche für Mohammeds Handeln hervorzubringen. So gibt William Montgomery Watt zu bedenken, dass zu Lebzeiten und in der Umgebung Mohammeds vor dem Hintergrund der Feindschaft Kaʿbs gegenüber der islamischen Gemeinschaft eine solche Tat üblich gewesen sei.

„Von unserem Standpunkt aus verabscheuen wir natürlich derartige heimtückische Mordtaten. Wir haben aber weiter zu fragen, ob Mohammeds Zeitgenossen die Verwerflichkeit seiner Handlungsweise so empfunden haben wie unsereiner. Wahrscheinlich haben sie das nicht getan. Vermutlich war der Prophet (und mit ihm seine Parteigänger) der Ansicht, daß in der Auseinandersetzung mit einem Gegner, der seinerseits gegen ihn und seine Sache intrigiert hatte und dadurch äußerst gefährlich geworden war, jedes Mittel erlaubt sei, also auch Mord. […] Man wird den Propheten wegen dieser seiner unversöhnlichen Haltung gegenüber Andersdenkenden, die ihm mit ihrer scharfen Zunge geschadet hatten, nicht moralisch verdammen dürfen. Satiren waren nun einmal eine gefürchtete Waffe. Man schrieb ihnen eine geradezu magische Wirkung zu. Als Kampfmittel waren sie hinterhältig. Wer sich ihrer bediente, hatte, wenn er dem Gegner in die Hände fiel, sein Leben verwirkt.“

Norman A. Stillman äußerte 1979, die Reaktion auf Kaʿbs Handeln habe im Einklang mit den Normen der damaligen arabischen Gesellschaft gestanden. Hannah Rahman (1985) betonte, dass das Verfassen satirischer Gedichte eine „gefährliche Tätigkeit“ darstellte. „Eine beleidigte Partei oder Person hätte zu hart auf einen Angriff reagieren können.“ Seiner Auffassung nach hat es sich beim Vorgehen gegen Kaʿb nicht um „vorsätzlichen und kaltblütigen Meuchelmord“ gehandelt: Da Kaʿbs Dichtung und sein Verhältnis zu Mekka gegen den mit den Muslimen abgeschlossenen Vertrag verstießen, sei seine Tötung „rechtlichen Erwägungen“ entsprungen.
Allerdings gibt es bis heute Vertreter der Gegenmeinung. Tilman Nagel (2008) zum Beispiel beschreibt den Mord an Kaʿb ibn al-Aschraf als „abscheuliche[s] Verbrechen“.

#### Im ägyptischen Islamismus

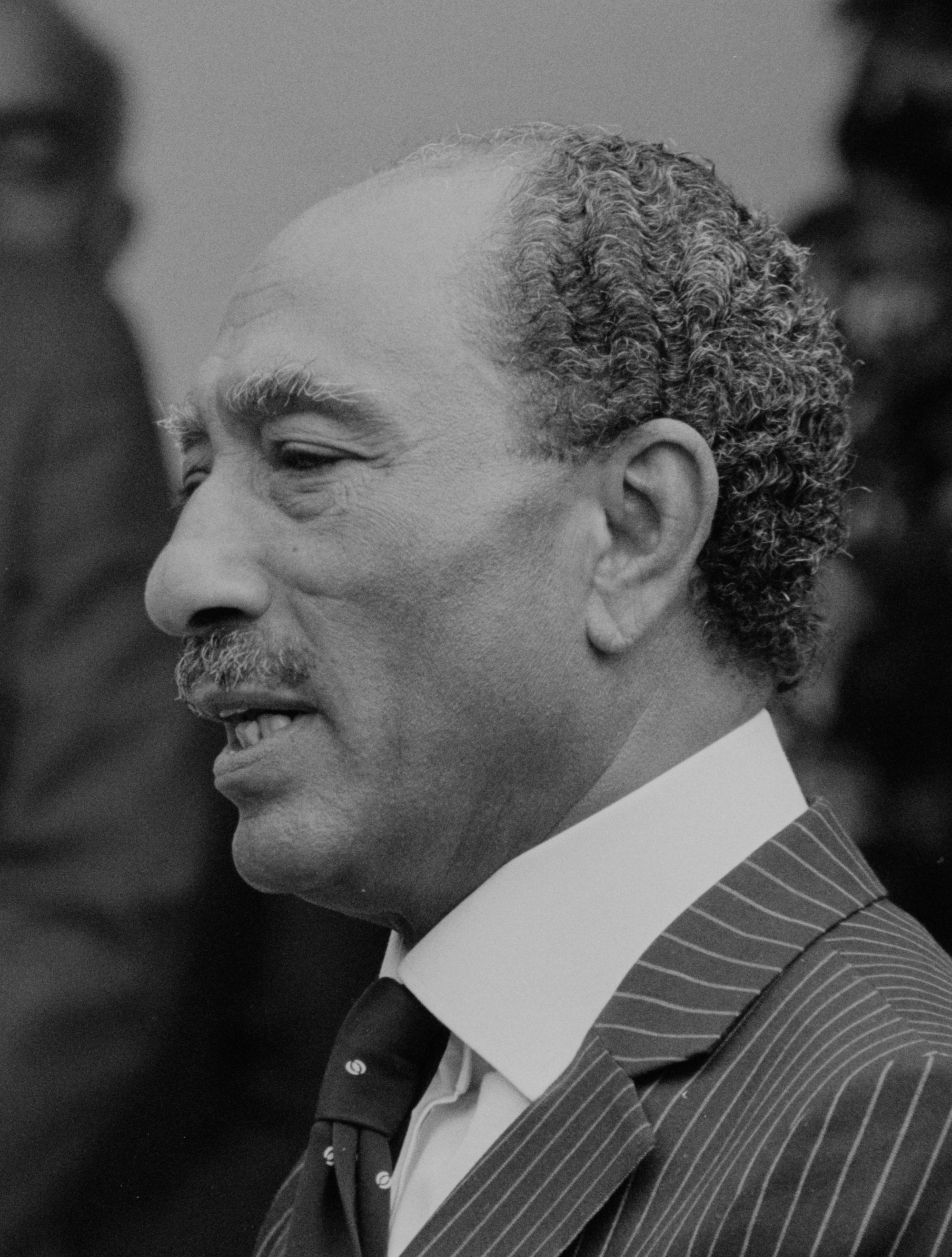
Anwar as-Sadat, Präsident Ägyptens 1970–1981

Die Tötung Kaʿb ibn al-Aschrafs fand auch in der Schrift Die vergessene Pflicht (الفريضة الغائبة, DMG al-Farīḍa al-Ġāʾiba) des islamistischen Theoretikers Muhammad ʿAbd as-Salām Faradsch (gest. 1982) ihre Erwähnung, mit der er das Attentat auf Anwar as-Sadat islamrechtlich zu legitimieren versucht hat. Im Zusammenhang mit der Frage nach der Erlaubnis, im Zuge des Dschihad den Feind anzulügen oder anderweitig zu täuschen, verwies Faradsch unter anderem auf den Mord an Ibn al-Aschraf und legitimierte diese Tat mit Verweis auf den Umstand, dass Kaʿb dem Islam und den Muslimen schaden wollte. Dazu schreibt er:

„Einige Orientalisten und diejenigen, die in ihrem Herzen eine Krankheit haben behaupten, dass die Tötung Kaʿb ibn al-Aschrafs heimtückisch und eine Perfidie [„Ḫiyāna“] war. Ihnen ist zu antworten, dass dieser Kāfir seinen Vertrag [mit den Muslimen] aufgelöst hatte und darauf bedacht war, den Muslimen zu schaden.“

Anschließend erwähnt Faradsch einen im Kitāb al-Maġāzī al-Wāqidīs enthaltenen Bericht, wonach der Prophet auf die Frage nach den Gründen für den Mord vonseiten der jüdischen Stammesangehörigen Kaʿbs geantwortet hat, dass …

„[… w]enn er sich ruhig verhalten hätte […] wie andere, die die gleiche Einstellung haben wie er, wäre er nicht gemeuchelt worden […]. Aber er hat schlecht von uns gesprochen […] und uns mit Liedern geschmäht. Jeder von euch, der das tut, verfällt dem Schwert.“

Der Versuch einer Entkräftigung der seitens Faradschs hervorgebrachten Argumente von Dschād al-Haqq ʿAlī Dschād al-Haqq (gest. 1996) in Form einer Fatwa befindet sich in der Sammlung „Islamische Gutachten des ägyptischen Amtes zur Erteilung von Gutachten“ mit dem Text der Farīḍa al-Ġāʾiba als Appendix.